# Governo del Vietnam
Il Governo della Repubblica Socialista del Vietnam è il braccio esecutivo dello Stato vietnamita. I membri del governo sono eletti dall'Assemblea nazionale ed operano sotto la supervisione dell'Assemblea Nazionale, del Comitato Permanente dell'Assemblea Nazionale e il Presidente della Repubblica.

## Storia
Il Governo vietnamita è stato creato nel 1945 con la proclamazione d'indipendenza del paese dall'impero coloniale francese. Le varie costituzioni approvate nei decenni successivi hanno modificato nel tempo le prerogative ed il nome dell'organo esecutivo. Tra il 1959 ed il 1980 è stato noto come Consiglio di Governo, mentre tra il 1980 ed il 1992 ha assunto il nome di Consiglio dei Ministri. La costituzione del 1992 ne ha cambiato il nome in Governo e quella del 2013 ha confermato il nome.

## Composizione
La costituzione del 2013 afferma che il governo è composto dal Primo Ministro, dai Vice Primi Ministri, dai Ministri e dai direttori delle agenzie di livello ministeriale. L'Assemblea Nazionale è responsabile della struttura del Governo e del numero dei suoi membri.
Attualmente il governo è composto da 18 ministeri, 4 agenzie di livello ministeriale e 9 agenzie di altro tipo.

### Incarichi ministeriali (2020)
| Incarico                                                    | Nome                 |
| ----------------------------------------------------------- | -------------------- |
| Primo ministro                                              | Nguyễn Xuân Phúc     |
| Vice Primo Ministro                                         | Vương Đình Huệ       |
| Ministero della difesa                                      | Ngô Xuân Lịch        |
| Ministero della pubblica sicurezza                          | Tô Lâm               |
| Ministero degli affari esteri                               | Phạm Bình Minh       |
| Ministero della giustizia                                   | Lê Thành Long        |
| Ministero delle finanze                                     | Đinh Tiến Dũng       |
| Ministero dell'industria e commercio                        | Trần Tuấn Anh        |
| Ministero del lavoro, degli invalidi e degli affari sociali | Đào Ngọc Dung        |
| Ministero dei trasporti                                     | Nguyễn Văn Thể       |
| Ministero delle costruzioni                                 | Phạm Hồng Hà         |
| Ministero dell'informazione e delle comunicazioni           | Nguyễn Mạnh Hùng     |
| Ministero dell'educazione e della formazione                | Phùng Xuân Nhạ       |
| Ministero dell'agricoltura e dello sviluppo rurale          | Nguyễn Xuân Cường    |
| Ministero della pianificazione e degli investimenti         | Nguyễn Chí Dũng      |
| Ministero dell'interno                                      | Lê Vĩnh Tân          |
| Ministero della scienza e tecnologia                        | Chu Ngọc Anh         |
| Ministero della cultura, sport e turismo                    | Nguyễn Ngọc Thiện    |
| Ministero delle risorse naturali e dell'ambiente            | Trần Hồng Hà         |
| Ministero della salute                                      | Vũ Đức Đam (interim) |

### Agenzie di livello ministeriale
| Incarico                                        | Nome          |
| ----------------------------------------------- | ------------- |
| Ufficio del Governo                             | Mai Tiến Dũng |
| Ispettorato del Governo                         | Lê Minh Khái  |
| Governatore della Banca Statale                 | Lê Minh Hưng  |
| Comitato per gli affari delle minoranze etniche | Đỗ Văn Chiến  |

### Altre agenzie governative
| Agenzia                                                                |
| ---------------------------------------------------------------------- |
| Accademia nazionale Hồ Chí Minh di politica e pubblica amministrazione |
| Sicurezza sociale del Vietnam                                          |
| Agenzia di stampa del Vietnam                                          |
| Voce del Vietnam                                                       |
| Televisione del Vietnam                                                |
| Accademia vietnamita di scienza e tecnologia                           |
| Accademia di scienze sociali del Vietnam                               |
| Gestione del Mausoleo di Hồ Chí Minh                                   |